# ショウジョウトラノオ

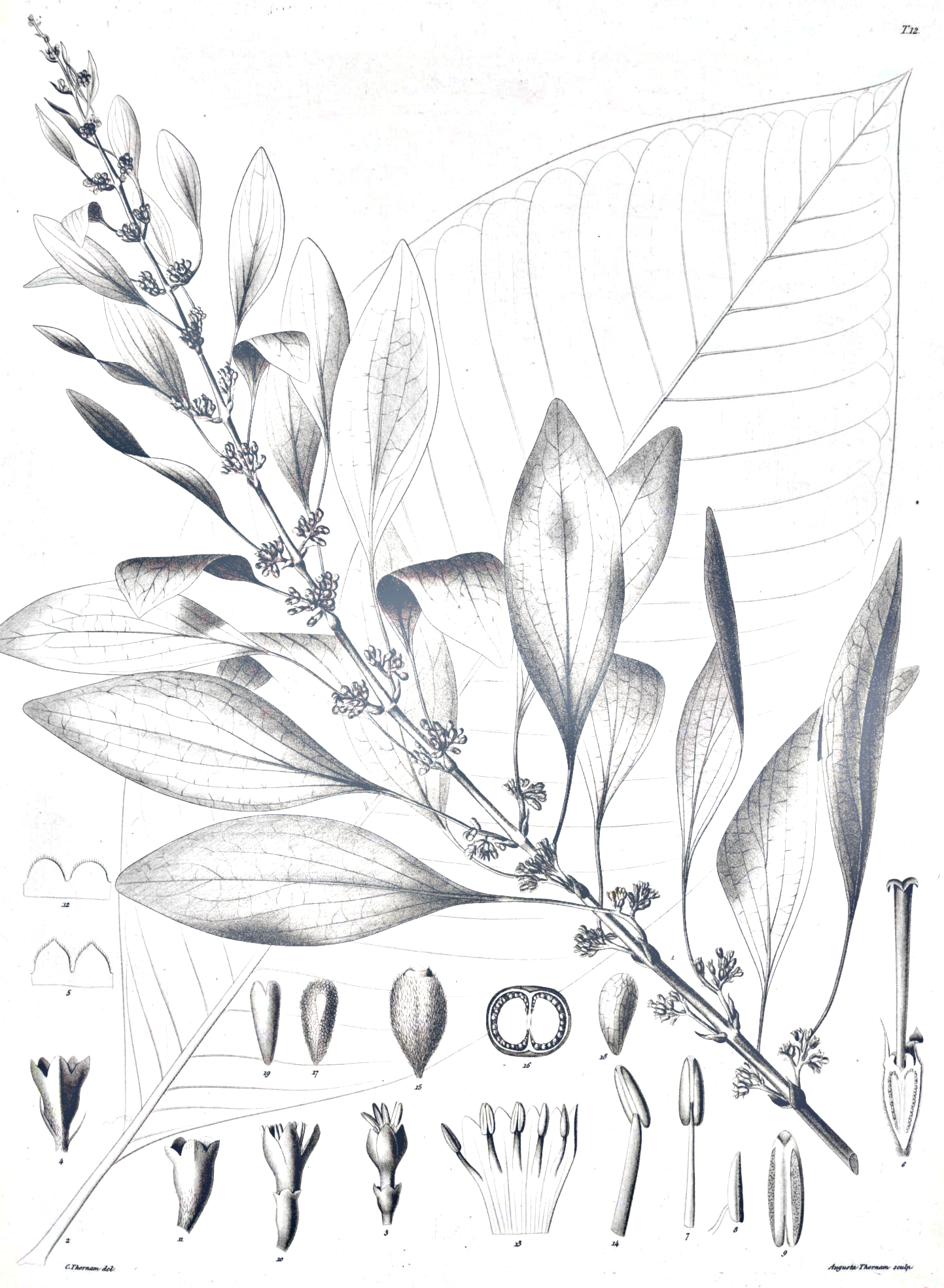
図版

ショウジョウトラノオ（猩々虎の尾; 学名: Warszewiczia coccinea）は、被子植物のうちのアカネ科の1種。別名はチャコニア（chaconia）、ワイルド・ポインセチア（wild poinsettia）、プライド・オブ・トリニダード・トバゴ（pride of Trinidad and Tobago）。
熱帯アメリカ原産で、トリニダード・トバゴの国花であるが、これは同国がイギリスから独立した8月31日にこの花が咲くことにちなむ。 

## 特徴
ベニマツリ（Rondeletia odorata）やルクリア・グラティッシマ（Luculia gratissima）とは近縁種である。常緑の花木である本種の特徴は、鮮やかな赤色の苞（ほう）と目立たない黄色の花弁からなる花序である。花序の長さは60センチメートルに達し、垂れ下がる。高さが6メートルにもなる高木で、葉は長さ60センチメートル、幅30センチメートルである。

## 利用
アニスのような香りの根は、媚薬の性質を持つとされる。また抗がん成分を有する。
パナマなどでは普通に栽培されているが、日本では珍しい花であり、はままつフラワーパークで栽培されている。栽培品種であるダブル・チャコニアは、苞が2列になったもので、広く栽培されている。ダブル・チャコニアは道端の野生種を挿し木したものを起源とする。種子からの繁殖にはいまだ成功していないため、ダブル・チャコニアはすべて挿し木によって繁殖させたものである。